# Ruppoldsried
Ruppoldsried est une localité et une ancienne commune suisse du canton de Berne, située dans l'arrondissement administratif du Seeland.

## Histoire
La commune de Ruppoldsried a été annexée par la commune de Rapperswil le 1er janvier 2013.